# Drymornis bridgesii
El trepatroncos chinchero (Drymornis bridgesii), también denominado chinchero grande (en Argentina y Paraguay), arañero grande (en Uruguay) o trepador grande (en Uruguay), es una especie de ave paseriforme de la familia Furnariidae, subfamilia Dendrocolaptinae, la única perteneciente al género Drymornis. Es nativa del centro sur de América del Sur.

## Distribución y hábitat

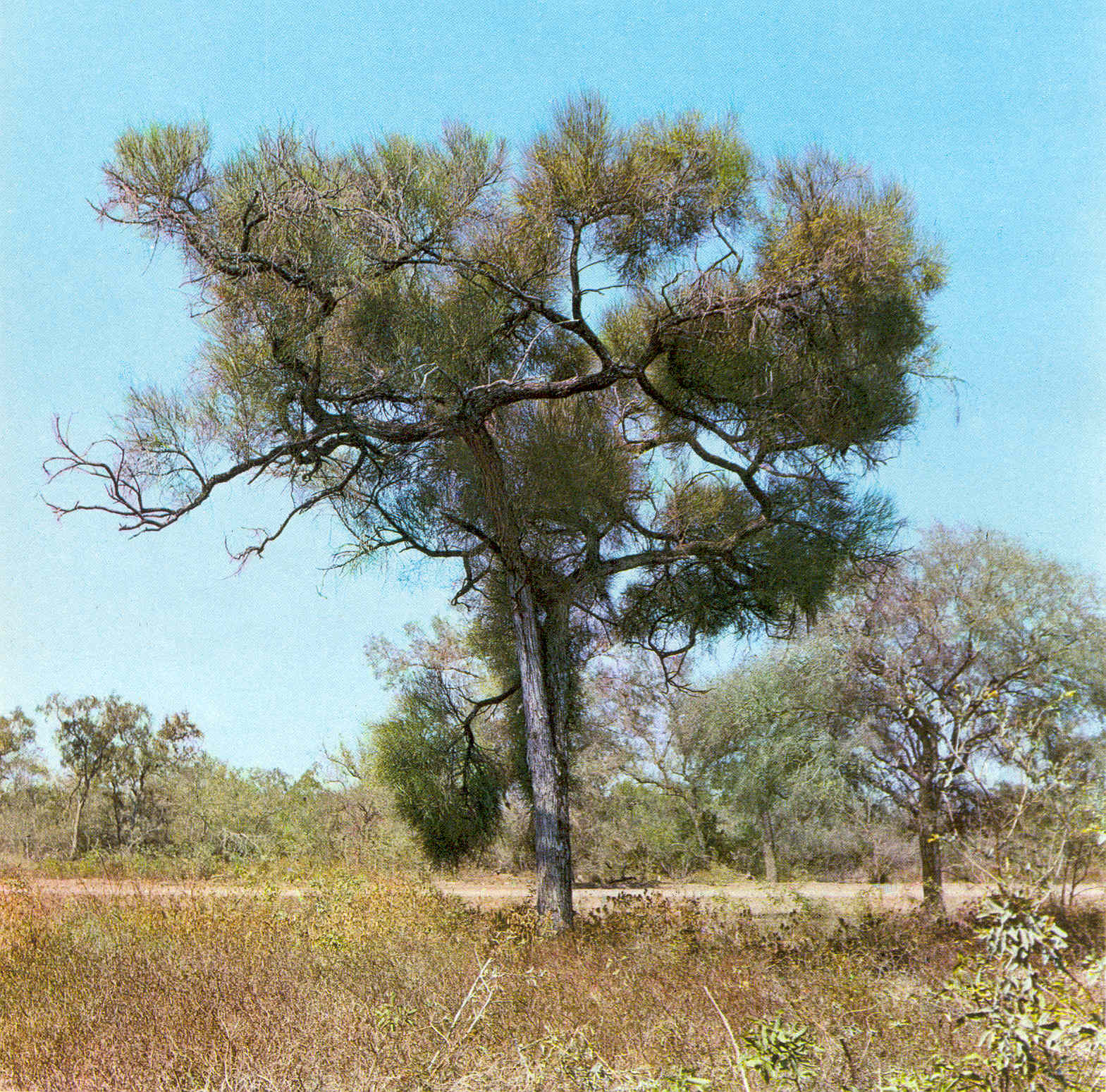
Vegetación típica del chaco, ejemplo de hábitat de la especie.

Se distribuye desde el sureste de Bolivia, por el oeste de Paraguay, Argentina (hacia el sur hasta el este de Neuquén y norte de Río Negro, hacia el este hasta Corrientes y Entre Ríos, raramente en el noreste y suroeste de Buenos Aires), Uruguay y extremo sur de Brasil (sur de Rio Grande do Sul).
Esta especie es bastante común en su hábitat natural: los bosques, matorrales y sabanas secos del chaco y del monte, hasta los 600 metros de altitud. Prefiere las formaciones boscosas y arbustivas de caranday (Trithrinax) y de espinillo (Acacia caven).

## Descripción
Mide entre 29 y 35 cm de longitud y pesa entre 76 y 90 g (el macho) y entre 87 y 110 g (la hembra). El pico es de maxila pardo oscura y mandíbula córneo clara con ápice pardo oscuro. Las patas son pardas oscuras. El iris es pardo. La cabeza es castaña oscura y la cara y nuca castañas claras. Presenta dos líneas, una por arriba y otra por debajo de los ojos, blanquecinas. La parte dorsal es castaño claro con tono pardo. La garganta es blanquecina, el pecho y abdomen son blanquecinos con las plumas orilladas de castaño, pareciendo como notables estrias. Las alas, primarias pardas oscuras y secundarias castañas. La cola es castaña.

## Comportamiento

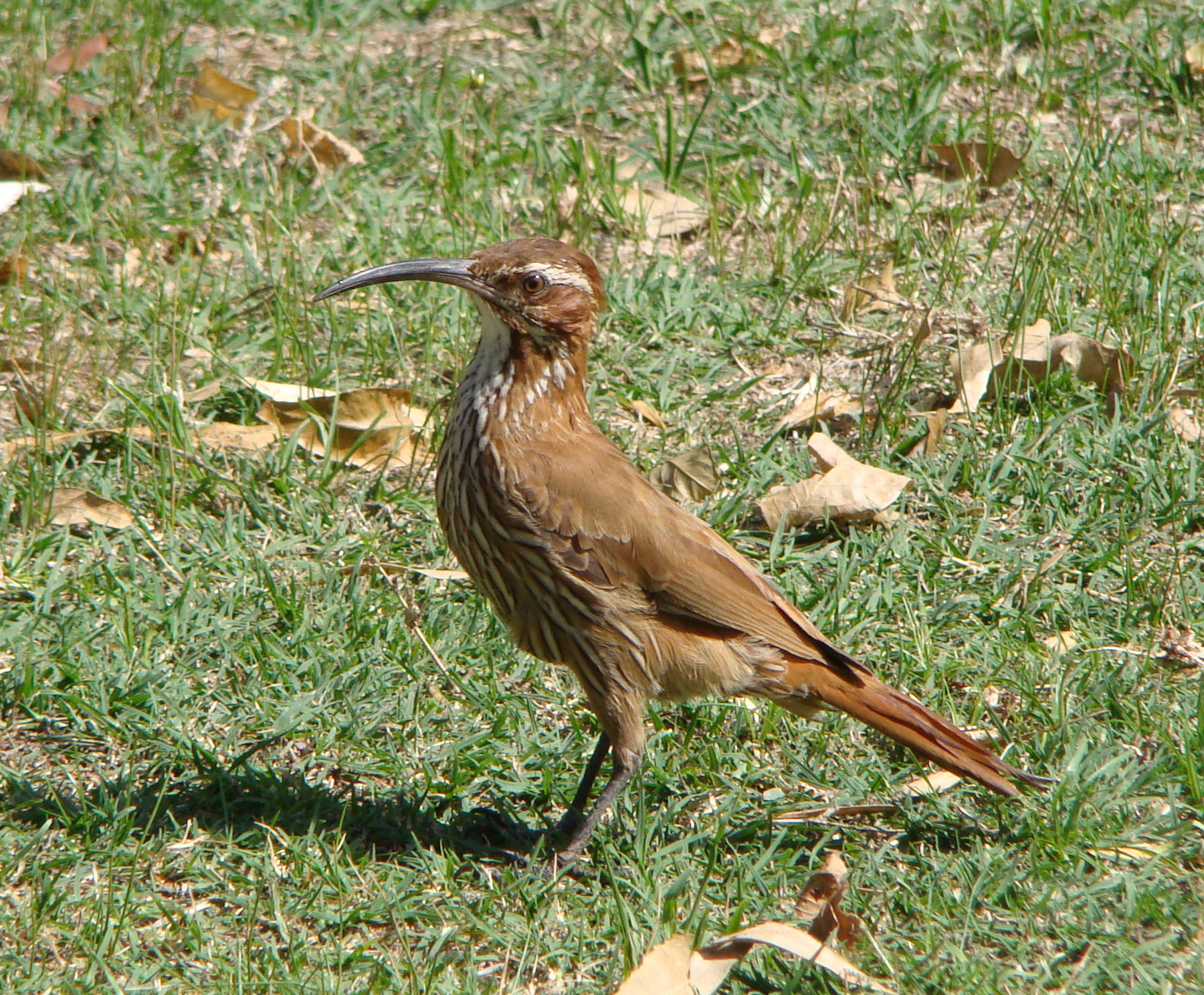
Chinchero grande en el suelo.

Este espectacular e inconfundible trepatroncos de largo pico es una de las aves emblemáticas de la región chaqueña. Forrajean solitarios o en parejas, algunas veces acompañando otras especies de diversos furnáridos. No solamente buscan su alimento en troncos y grandes ramas como también suelen bajar al suelo, donde hurguetean con las plumas de la cola abiertas, escarbando el suelo suelto. Parecen ser desgarbados en el piso, pero a veces saben hasta correr por una corta distancia. Hurga debajo de las materias fecales de animales y escarba en los hormigueros, se lo vio cavar hasta 5 a 6 cm de profundidad en el suelo para extraer larvas de coleópteros y arañas. Recolecta y hurga, hasta cuatro metros de altura.

### Alimentación
Su dieta consiste de todo tipo de insectos, entre los cuales arácnidos (Opilion), Coleoptera (Elateridae, larvas, Scarabaeidae, Tenebrionidae), Hemiptera (Pentatomidae), Hymenoptera (Formicidae: adultos y larvas); Lepidoptera (Sphingidae), Orthoptera (Acrididae, Tettigoniidae); y también de pequeños anfibios (ranas) y reptiles (lagartijas y culebras), huevos de reptiles y aves y hasta de pichones de otras aves menores.

### Reproducción
Nidifica entre los meses de septiembre y diciembre. Construye un nido expuesto y rudimentar a baja y mediana altura, en huecos en los árboles o en nidos abandonados de pájaros carpinteros (Colaptes). Acolcha la base con hojas y corteza. Deposita tres huevos ovoidales, blancos, que miden en promedio 32 x 25 mm. El período de incubación es de 14 a 16 días. Los pichones permanecen en el nido entre 16 a 21 días; la pareja alimenta a los pichones.

### Vocalización
El canto es una serie rápida de notas altas y chillonas que descienden y terminan en un entrevero. Por ejemplo «chill..chil..chil..chil..», de donde derivan algunos nombres onomatopéyicos en Argentina, como bil-bil, gil-gil o ruiz.

## Sistemática

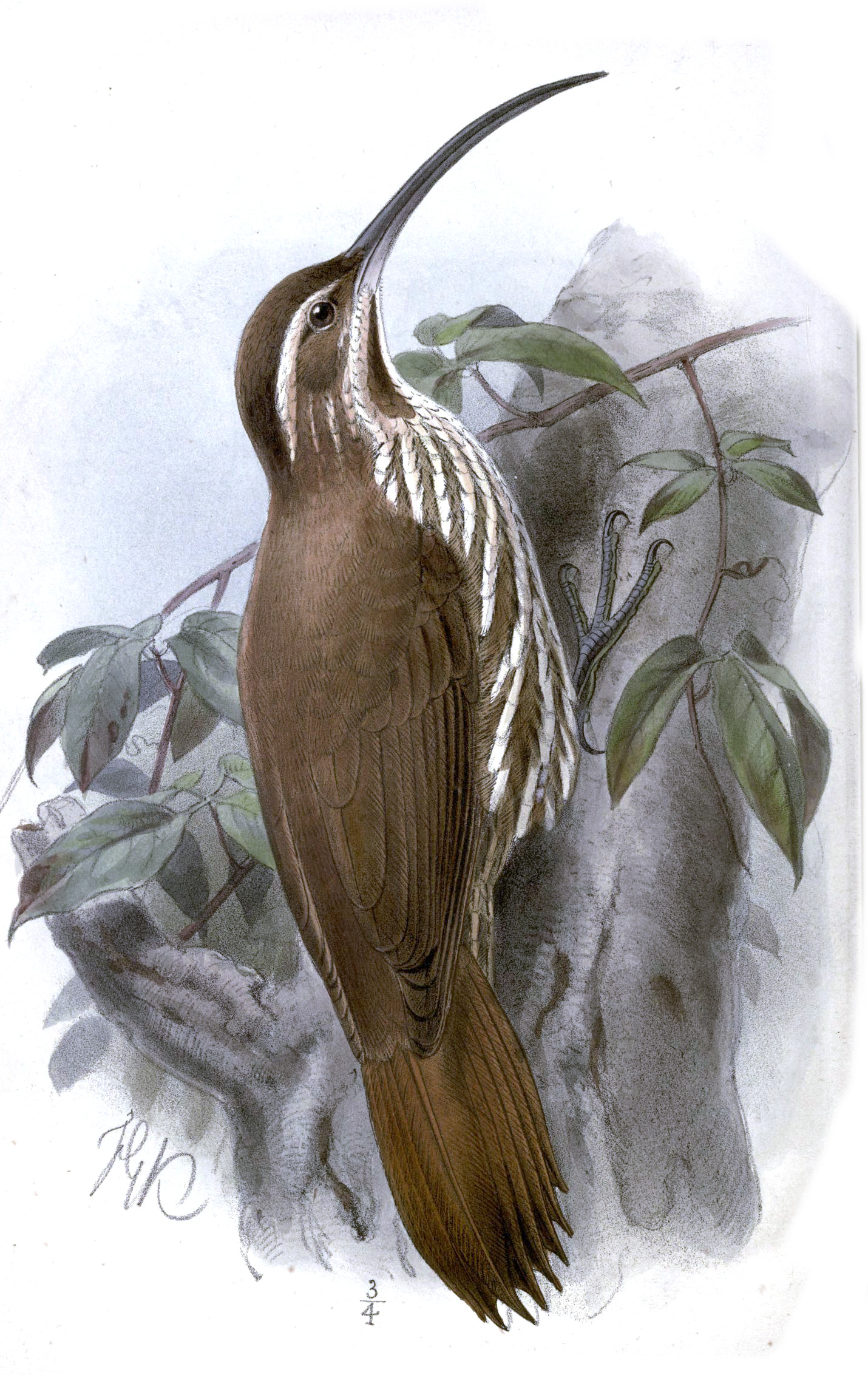
Drymornis bridgesii, ilustración de Keulemans en P.L. Sclater Argentine Ornithology, 1889.

### Descripción original
La especie D. bridgesii fue descrita por primera vez por el ornitólogo británico Thomas Campbell Eyton en 1849 bajo el nombre científico Nasica bridgesii; su localidad tipo es: « interior de Bolivia; error = Mendoza, Argentina».
El género Drymornis fue descrito por el mismo Eyton en el año 1852.

### Etimología
El nombre genérico masculino «Drymornis» se compone de las palabras del griego «δρυμος drumos»: bosque, y «ορνις ornis, ορνιθος ornithos»: pájaro;   y el nombre de la especie «bridgesii», conmemora al botánico, zoólogo y colector británico Thomas Charles Bridges (1807–1865).

### Taxonomía
Dentro de la subfamilia Dendrocolaptini, D. bridgesii está emparentado con los trepadores de pico curvo, como Lepidocolaptes, y es la especie hermana de Drymotoxeres pucheranii. Las características utilizadas para describir la subespecie propuesta D. bridgesii meridionalis Stolzmann, 1926 (de La Pampa, en Argentina) parecen reflejar principalmente variaciones individuales y no se la considera válida. Es monotípica.